# Леонідов Леонід Миронович
Леонід Миронович Леонідов (справжнє прізвище — Вольфензо́н, по батькові Меєрович; нар. 22 травня (3 червня) 1873, Одеса, Херсонська губернія, Російська імперія — пом. 6 серпня 1941, Москва, РРФСР, СРСР) — російський, радянський актор, режисер, педагог. Народний артист СРСР (1936). Кавалер ордена Леніна (1937). Доктор мистецтвознавства (1939).

## Біографія

### Сім'я, дитинство

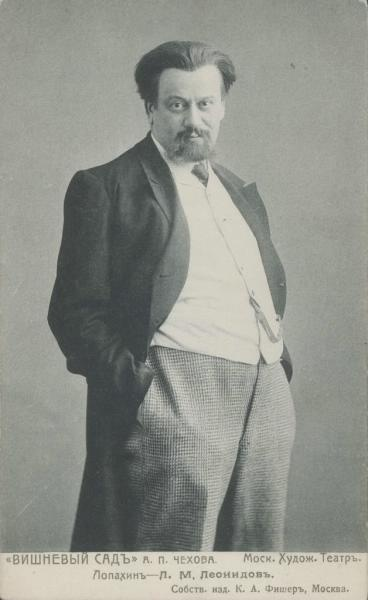
Леонідів у ролі Лопахіна («Вишневий сад»). Фото Карла Фішера

Леонід Вольфензон народився 1873 року в Одесі у забезпеченій єврейській сім'ї. Батько — Меєр Веніамінович Вольфензон (1838—1911), був в Одесі маклером. Його дружина, уроджена Софія Максиміліановна Ексельбірт (народилася на початку 1850-х, померла 1910 року), доводилася йому племінницею. Таким чином, мати майбутнього артиста була йому одночасно і двоюрідною сестрою. Такий близькоспоріднений шлюб спричинив відомі наслідки: два старші брати Леоніда мали вроджені дефекти і виховувалися у спеціальній медустанові. Як пише сам Леонідов: «Їх навчили говорити. Щоправда, їхня розмова справляла важке враження на тих, хто їх чув уперше. Звук гортанний, що виходить із горла з якимось скрипом. Розуміли вони інших за рухом губ… Так що доброї дикції я навчився спілкування зі своїми глухонімими братами».
Молодший брат Леонідова, Яків Меєрович, сценічне прізвище Волков, став згодом заслуженим артистом Російської РФСР; в 1946 році — в Московському театрі сатири святкувалося 45-річчя його творчої діяльності. У зв'язку з цим їх мати іронізувала: «Яке нещастя: два сини глухонімих і два актори».

### Творчість
Під час навчання в Рішельєвській гімназії (1883—1889, не закінчив) захопився аматорським театром. Був актором аматорських труп Товариства образотворчих мистецтв при Одеській міській думі (1889—1892) та Міській народній аудиторії (режисер Григорій Матковський) (1894—1895), яка грала переважно для робітників. У цей час прийняв псевдонім Леонідів.
У 1892-1894 роках відбував військову повинність як вільнопризначений 8-ї роти 14-го стрілецького полку в Одесі.
У 1895 році, після невдалої спроби вступити до трупи Миколи Соловцова, поїхав до Москви вступати до Імператорського театрального училища (нині — Вищого театрального училища імені М. С. Щепкіна). Під час навчання брав участь у ранках Малого театру, грав у випускній виставі училища «Ліс» Олександра Островського (Мілонов), проте через рік покинув училище і повернувся до Одеси. Тут служив у трупі Соловцова, яка виступала в Києві та Одесі (1896—1901), зіграв, зокрема, Солоного у «Трьох сестрах» — одній із найкращих постановок п'єси Антона Чехова.
У 1901 році перейшов до Московського театру Ф. Корша (режисер Микола Синельников), а через два роки на запрошення Володимира Немировича-Данченка — до Московського художнього театру, де прослужив 38 років (до кінця життя). Костянтин Станіславський вважав актора «єдиним російським трагічним актором».
Займався режисурою.
Обіймав відповідальні посади в Художньому театрі: був завідувачем трупи та репертуаром у 1921—1922 роках, заступником директора театру у 1927—1928, перебував у Раді (1932, разом з Василем Качаловим та Іваном Москвіним), керував за відсутності керівників, з 1939 року входив до Художньої ради МХАТу під головуванням Володимира Немировича-Данченка.
З 1918 року знімався у кіно. Працював на радіо.

Могила Леоніда Леонідова на Новодівичому цвинтарі Москви.

У 1920-х роках викладав у Драматичній студії ім. Ф. І. Шаляпіна. Працював із молоддю в Оперно-драматичній студії К. С. Станіславського (нині — Електротеатр Станіславський). В останні роки життя викладав у Державному інституті театрального мистецтва ім. А. В. Луначарського (ГІТІС) акторська майстерність; з 1935 був деканом акторського факультету, з 1939 — художнім керівником інституту; доктор мистецтвознавства (1939), професор (1939). Серед його учнів Євген Полосін.
Автор статей з теорії театрального мистецтва.
Жив у Москві на вулиці Кузнецький Міст у прибутковому будинку Хомякова. Помер 6 серпня 1941 року у Москві. Похований на Новодівичому цвинтарі.

### Родина
- Син — Юрій Леонідович Леонідов (1917–1989), актор, Народний артист РРФСР (1968)
- Донька — Анна Леонідівна Леонідова, актриса (Московський музичний театр імені К. С. Станіславського та Вол. І. Немировича-Данченка).

## Звання та нагороди
- Заслужений артист Республіки (1925)
- Народний артист Республіки (1928)[10]
- Народний артист СРСР (1936)
- Орден Леніна (03.05.1937)
- Орден Трудового Червоного Прапора (1938)
- Доктор мистецтвознавства (1939).

## Творчість

### Театральні роботи

#### Акторські
Театр Соловцова
- «Чайка» А. П. Чехова — Треплєв, Медведенко
- «Цар Федір Іоаннович» А. К. Толстого — князь Шаховський
- «Три сестри» А. П. Чехова — Солоний
- «Ідіот» за Ф. М. Достоєвським — Ганя Іволгін та князь Мишкін
- "Злочин та покарання"за Ф. М. Достоєвського — Раскольников
- «Горе від розуму» О. С. Грибоєдова — Молчалін, Загорецький, Чацький
- «Старе загартування» А. І. Сумбатова-Южина — Поручник Чарусський
- «Вовки та вівці» О. М. Островського — Мурзавецький
- «Ціна життя» Вол. І. Немировича-Данченка — Морський
- «Гамлет» В. Шекспіра — Лаерт

Театр Коршу
- «Ревізор» М. В. Гоголя — Хлестаков
- «Діти Ванюшина» С. О. Найдьонова — Костянтин
- "Брати Карамазови"за Ф. М. Достоєвським — Іван Карамазов
- «На всякого мудреця досить простоти» . О. М. Островського — Глумов

Московський Художній театр
- 1903 —"На дні"М. Горького — Васька Пепел
- 1903 —"Юлій Цезар"В. Шекспіра — Касій
- 1904 —"Вишневий сад"А. П. Чехова — Лопахін
- 1904 —"Іванов"А. П. Чехова — Боркін
- 1905 —"Діти сонця"М. Горького — Вагін
- 1906 —"Горе від розуму"О. С. Грибоєдова — Скалозуб
- 1906 —"Три сестри"А. П. Чехова — Солоний
- 1907 — «Життя Людини» Л. М. Андрєєва — Людина
- 1908 —"Ревізор"М. В. Гоголя — Ляпкін-Тяпкін
- 1909 — «У царської брами» К. Гамсуна — Карстен Ієрвен
- 1910 —"Брати Карамазови"за Ф. М. Достоєвським — Дмитро Карамазов
- 1910 —"На всякого мудреця досить простоти"О. М. Островського — Городулін
- 1911 — «У життя в лапах» К. Гамсуна — Блуменшен
- 1912 —"Нахлібник"І. С. Тургенєва — Тропачов
- 1912 —"Пер Гюнт"Г. Ібсена — Пер Гюнт
- 1914 —"Думка"Л. М. Андрєєва — Доктор Керженцев
- 1914 —"Смерть Пазухіна"М. Є. Салтикова-Щедріна — Іван Пазухін
- 1920 —"Каїн"Джона Байрона — Каїн
- 1925 — «Пугачовщина» К. А. Треньова — Пугачов
- 1930 —"Отелло"В. Шекспіра — Отелло
- 1931 —"Страх"О. М. Афіногенова — Бородін
- 1932 —"Мертві душі" за М. В. Гоголем — Плюшкін
- 1934 —"Єгор Буличов та інші" М. Горького — Буличів
- "Три сестри"А. П. Чехова — Вершинін

1-а студія МХТ
- 1917 — «Калхас» А. П. Чехова — Калхас
- 1918 — «Росмерсхольм» Г. Ібсена — Ульрік Брендель (1-я студія МХТ)

#### Режисерські
Московський Художній театр
- 1937 — «Земля» М. Є. Вірти (разом з М. М. Горчаковим)
- 1938 — «Достігаєв та інші» М. Горького (разом з Й. М. Раевским)
- 1942 — «Кремлівські куранти» М. Ф. Погодіна (разом з Вол. І. Немировичем-Данченком та М. Й. Кнебель)

### Фільмографія

#### Акторські роботи
- 1918 — Струм кохання — шпигун
- 1918 — Хліб (короткометражний) — власник булочної
- 1918 — Царевич Олексій — цар Петро I
- 1919 — Апостол
- 1919 — Залізна п'ята — Віксон
- 1926 — Крила холопа — цар Іван Грозний
- 1927 — Його високоповажність — губернатор фон Валь / старий рабин
- 1929 — До міста входити не можна — професор Кочубей
- 1932 — Проспериті — Вернер Роске
- 1933 — Маріонетки — тримаючий нитки, глава концерну військової промисловості
- 1936 — Гобсек — Гобсек

#### Режисерські
- 1919 — Залізна п'ята (разом з іншими)
- 1926 — Крила холопа (разом з Ю. В. Таричем)

### Афоризми та висловлювання Леонідова (або приписувані йому)[11]
- Автори п'єс часто не відіграють жодної ролі.
- Близькі люди завжди здаються недалекими.
- У суперечках вироджуються істини.
- Все не тільки не так просто, але й просто не так.
- Згадуючи, він забувався.
- Якщо подобається, вважайте, що вийшло.
- Якщо вам не подобається ваш начальник, поставте себе його місце.
- Кому він потрібний — таке немовля, вустами якого говорить істина?
- Кінці з кінцями можна зводити без кінця.
- На всякого мудреця простоти не напасешся.
- Не витрачайте нерви на те, на що ви можете витратити гроші.
- Ніщо не обходиться так дешево, як те, без чого можна обійтися.
- Погоду робить той, хто знає, звідки дме вітер.
- Троянди гарні, поки свіжі шипи.
- Так любив футбол, що дивився лише хокей.